# Henryk Goryszewski
Henryk Józef Goryszewski (ur. 20 stycznia 1941 w Drążewie) – polski polityk, prawnik, nauczyciel akademicki. Poseł na Sejm I kadencji (1991–1993) i III kadencji (1997–2001), w latach 1992–1993 wiceprezes Rady Ministrów w rządzie Hanny Suchockiej.

## Życiorys

### Wykształcenie i praca zawodowa
Ukończył w 1963 studia na Wydziale Prawa i Administracji Uniwersytetu Warszawskiego, w 1980 uzyskał stopień doktora nauk prawnych. W pracy naukowej specjalizował się w zakresie prawa cywilnego.
Od 1978 do 1992 był nauczycielem akademickim na Wydziale Prawa i Administracji UW, w latach 1996–1999 pełnił funkcję rektora Wyższej Szkoły Służby Społecznej im. ks. Franciszka Blachnickiego w Suwałkach. W 1999 został adiunktem Szkoły Wyższej im. Pawła Włodkowica w Płocku, objął funkcję prorektora ds. filii w Wyszkowie.
W latach 1963–1964 był stażystą w Dyrekcji Okręgowej Kolei Państwowych w Warszawie, następnie do 1967 kierownikiem Działu Operatywnego Planowania Przewozów Towarowych. Od 1968 do 1977 pracował w Ministerstwie Komunikacji w Biurze Taryf PKP jako radca i starszy radca, a od 1972 w Centralnym Zarządzie Handlowo-Przewozowym jako naczelnik Wydziału Ekspedycyjnego. W latach 1978–1989 był zatrudniony w PKP – Ośrodku Badawczym Ekonomiki Transportu na stanowisku kierownika Zakładu Prawa Przewozowego i Taryf. W latach 1990–1992 pełnił funkcję dyrektora departamentu prawnego w Ministerstwie Transportu i Gospodarki Morskiej.
W latach 1994–2006 prowadził własną kancelarię. W 2006 przystąpił do Kancelarii Radców Prawnych i Adwokatów „H. Goryszewski i Partnerzy” Spółka Partnerska.

### Działalność polityczna
W związku z zaangażowaniem w działalność Ligi Narodowo-Demokratycznej został w 1960 zatrzymany przez funkcjonariuszy SB. Należał do Polskiego Związku Katolicko-Społecznego. Brał udział w tworzeniu męskiego ruchu religijnego „Totus Tuus”. W 1980 wstąpił do „Solidarności”. W 1989 ubiegał się o jeden z mandatów poselskich przeznaczonych dla kandydatów bezpartyjnych (bez poparcia Komitetu Obywatelskiego). W 1990 został wiceprzewodniczącym Zjednoczenia Chrześcijańsko-Narodowego, do kwietnia 2007 zasiadał we władzach krajowych tej partii. W 1991 uzyskał mandat posła na Sejm z ramienia Wyborczej Akcji Katolickiej, był przewodniczącym Komisji Polityki Gospodarczej, Budżetu i Finansów. Od 11 lipca 1992 do 26 października 1993 zajmował stanowisko wicepremiera w gabinecie Hanny Suchockiej. Bez powodzenia ubiegał się o reelekcję z ramienia Katolickiego Komitetu Wyborczego „Ojczyzna” w wyborach parlamentarnych w 1993 (otrzymał 8633 głosy).
W 1993 zajął 2. miejsce w plebiscycie „Srebrne Usta” (konkursu organizowanego przez Program III PR) za stwierdzenie: Nie jest ważne czy w Polsce będzie kapitalizm, wolność słowa, czy w Polsce będzie dobrobyt. Najważniejsze, żeby Polska była katolicka.
W 1994 za czasów prezydentury Lecha Wałęsy został na rok szefem Biura Bezpieczeństwa Narodowego. W 1997 po raz drugi uzyskał mandat poselski z listy Akcji Wyborczej Solidarność wynikiem 5872 głosów, będąc liderem listy w okręgu suwalskim. Pełnił funkcję przewodniczącego Komisji Finansów Publicznych. W grudniu 2000 wystąpił z klubu parlamentarnego AWS, w związku ze złamaniem dyscypliny w głosowaniu kandydatury Leszka Balcerowicza na prezesa NBP i opowiedzeniem się przeciwko jego wyborowi na to stanowisko. Do końca kadencji pozostawał posłem niezrzeszonym. Od 1998 do 2002 pełnił mandat radnego sejmiku mazowieckiego z ramienia początkowo AWS, a następnie Prawicy. W 2001 bez powodzenia kandydował do Sejmu z listy Alternatywy Ruchu Społecznego, otrzymując 255 głosów w okręgu podwarszawskim. Po 2001 nie kandydował w wyborach.
W kwietniu 2007 został wiceprzewodniczącym rady politycznej Ligi Polskich Rodzin, w której po pewnym czasie przestał zasiadać.

## Odznaczenia
Odznaczony Krzyżem Oficerskim Orderu Odrodzenia Polski (2015).